# Radiant One
Radiant One — это инди-игра, повествовательное приключение с мистическими элементами, разработанная якутской студией Fntastic, известной также за выпуск игры The Wild Eight . Выход Radiant One состоялся в июле 2018 года для Microsoft Windows, macOS, Xbox One и iOS.
Игра предлагает несколько независимых историй, объединённых идеей того, что один или несколько главных героев попадают для себя в необычную и опасную ситуацию и должны выбраться из неё невредимыми.
Критики в основном благосклонно отозвались об игре, похвалив её за визуальный стиль и историю жанра ужасов, углубляющуюся в психологические исследование душевного состояния героя. Однако неоднозначные оценки получила продолжительность истории.

## Игровой процесс
Игра представляет собой жанр укажи и щёлкни или симулятор ходьбы. Игрок управляет персонажем, даёт ему команды передвигаться, также игра позволяет взаимодействовать с некоторыми предметами и исследовать местность, чтобы понять, что происходит. В некоторых стрессовых ситуациях, когда например персонаж спасается бегством требуется нажимать, проводить пальцем в определённое время, или же удерживать кнопку, чтобы удачно избежать опасности или выполнить задачу. Персонаж может умереть, однако игрок не теряет прогресс в прохождении, происходит перезапуск уровня. В самой игре представлены четыре сюжетные линии:

### Пробуждение, История Даниела
Действие происходит в Лос-Анджелесе, в 2018 году. Даниел, офисный клерк, научился видеть осознанные сны и полностью их контролировать. Однако в его сон прибывают «монстр из кошмаров», охотящийся на Даниела и после первого нападения, герой после пробуждения обнаруживает, что рана, оставленная монстром — настоящая. Даниел теперь пытается как можно меньше спать, но от того ещё сильнее устаёт. Герой снова погружается в мир снов и вынужден скрываться от монстра. Чтобы решить данную проблему, герою придётся в вспомнить своё прошлое, травмы детства и разобраться с «внутренними демонами».

Демонстрация прохождения уровня

### Тайна, история Рейчел
Сюжет повествует о Рейчел, которая забыла о личной жизни, погрузившись в работу, бесконечные командировки и последнее время жила в Гонконге. Однако Рейчел должна была посетить таинственного учёного по имени Бенджамин Сейдж в Портленде. В какой то момент героиня забрела в лабораторию учёного и нечаянно заперла себя в капсуле. Игра начинается с того, что Рейчел с котом учёного оказывается в неизвестном особняке, от куда должна выбраться. Её преследует таинственная тень, язвительно намекая на то, что может выпустить Рейчел, но хочет, чтобы та сыграла в его игру. Героиня должна бродить в особняке, а также укрываться от других теней, норовящих убить Рейчел. В конце концов становится ясно, что особняк и тени — это кошмарный сон героини, а сами тени — это воплощение душевного упадка Рейчел и её неуверенности. Только поверив в себя, героине удаётся отбиться от теней.

### Утерянные
Действие происходит в Гренландии. Во время экспедиции, Ричард и Алиса падают в образовавшиеся ущелье и оказываются в ледяных пещерах. Герои должны найти путь к выходу, или же замёрзнут насмерть. Они находят остатки старой экспедиции, однако их озадачивает тот факт, что предметы остались все на месте, а люди из экспедиции все исчезли без каких либо следов паники или насилия. Герои также к своему изумлению обнаруживают останки неизвестной древней цивилизации и что старая экспедиция их также изучала. Однако Ричард и Алиса находятся не в безопасности: не неподалёку от них находится медвежья берлога и как минимум два раза им приходится спасаться бегством от белого медведя. Герои продолжают искать путь к выходу.

### Бермудский треугольник
Марк садится на борт самолёта из Майами в Лондон и там, по случайности встречает бывшею возлюбленную Лекси, которую он без объяснений бросил ещё в дни своей молодости. Лекси и Марк вынуждены сидеть вместе, но в середине полёта, самолёт оказывается перемещён в другое измерение, наполненной густой тьмой, а Марк и Лекси оказываются единственными в самолёте. Герои должен понять, что произошло и есть ли способ выбраться из данной западни невредимыми. В процессе прохождения, сюжет раскрывает подробности отношений героев и причину их расставания.

## Разработка и выход
Разработкой игры занималась независимая якутская студия разработчиков виде-игр Fntastic, в чей состав тогда входили 12 человек. Ранее студия создала успешную игру The Wild Eight. Идею проекта обсуждали несколько недель, а на разработку игры ушло всего несколько месяцев. Команда при создании Radiant One, отталкивалась от идеи того, чтобы «многие современные люди настолько заняты работой, погружены в свои дела и проводят много времени в социальных сетях, что забывают о самых главных людях в своей жизни — близких и родных». Именно придерживаясь этой идеи разработчики создали сюжетную линию. Также команда с самого начала ориентировалась на китайский и американский рынки, но не забывали и о российском рынке, предлагая также русскую локализацию в игре. Команда также заметила, что получила поддержку со стороны русского филиала Apple.
Анонс Radiant One состоялся 6 июля 2018 года, примерно за месяц до её выпуска. Также игра получила страницу магазина в Steam с возможностью её добавления в список пожеланий. Её выход состоялся 25 июля для игровой приставки Xbox One, на персональных компьютеры 30 июля и 6 августа 2018 года на мобильные устройства iOS.
После выхода на iOS, Radiant One вошла в топ-чарты в Китае и США.. В январе 2019 года Radiant One выпустили повторно как условно-бесплатную игру, которая каждый месяц добавляет новые истории про разных людей. Разработчики позиционировали свой проект, как «Netflix для интерактивных приключенческих историй». В течение месяца после перезапуска игры, она была скачена более 100 тысяч раз, в основном игроками из Китая, США, Японии и России. В течение 2019 года, разработчиками были добавлены три новые истории — «Secret», «The Lost» и «The Triangle».

## Критика
| Сводный рейтинг    | Сводный рейтинг          |
| Агрегатор          | Оценка                   |
| ------------------ | ------------------------ |
| Metacritic         | 82/100 (iOS) 60/100 (ПК) |
| Иноязычные издания |                          |
| Издание            | Оценка                   |
| TouchArcade        | [ 2 ]                    |
| 148Apps            | 8/10                     |
| Pocket Gamer UK    | [ 3 ]                    |
| KickMyGeek         | 8/10                     |
| Gamers Heroes      | 60 %                     |

Критики оставили в основном положительные отзывы об игре, средняя оценка по версии Metacritic составила 82 балла из 100 возможных для мобильных устройств.
Критик сайта Toucharcade заметил, что сама по себе идея сюжета, связанного с осознанными сновидениями делает Radiant One интересной, учитывая, что раннее такая тема затрагивалась только в фильмах ужасов. В частности критик увидел в истории Даниэля сходства с культовым фильмом «Кошмар на улице Вязов». Сама же игра представляет собой типичный жанр укажи-и-щёлкни, при этом критик рекомендует играть в Radiant One с наушниками, указывая на качественное звуковое и музыкальное сопровождение, способствующее углублению в игру и нагнетанию жуткой атмосферы. Критик также похвалил самo окружающее пространство, демонстрирующее любовь разработчиков к мелким деталям, будь то маленькая квартира или больший дом. Рецензент сайта 148apps заметил, что с первого взгляда Radiant One может показаться типичной приключенческой игрой, однако представленные истории в итоге оказываются самой сильной стороной игры. Так как представленный жанр ужаса тесно переплетается с внутренними психологическими и душевными переживаниями героев и в своём роде выступают терапией для них. Представленный мир кошмарных снов по мнению критика явно похож на фильмы ужасов Дэвида Линча, а прохождение самих историй происходит «на одном дыхании». Обозреватель сайта Pocket Gamer оценил факт того, что сюжет, типичный для жанра ужасов затрагивает многие психологические темы, такие, как например депрессия, детская травма или одержимость. Продолжительность историй в 40 минут является наиболее подходящем решением, чтобы сохранять линию повествования, а не отодвигать её на задний план. Сам визуальный и звуковой дизайн также идеально передают жуткость происходящего. В графике критик увидел явное сходство с игрой Oxenfree.
Часть критиков оставили сдержанные отзывы об игре, обозревая в частности компьютерную версию. Например представитель сайта Games Heroes заметил, что впечатление от игры сильно портит её малая продолжительность. В представленных историях, длящихся не дольше 30 минут фактические не какого либо взаимодействия, второстепенные персонажи добавляются без контекста, а сами истории в итоге выглядят сильно недосказанными. В итоге по мнению критика, Radiant One предлагает интересную задумку, но плохо её реализует. Похожее мнение оставил критик сайта CD-Action, заметив, что из-за своей продолжительности, игре не получается рассказать историю должным образом, сюжет как будто спешит в своему завершению. Однако критик подытожил, что Radiant One нельзя назвать плохой игрой, так как она по прежнему очаровывает своим необычным сюжетом, дизайном уровней и исключительным звучанием.